# Winnfield
Winnfield ist eine Kleinstadt (mit dem Status „City“) und Verwaltungssitz des Winn Parish im US-amerikanischen Bundesstaat Louisiana. Das U.S. Census Bureau hat bei der Volkszählung 2020 eine Einwohnerzahl von 4153 ermittelt.

## Geografie
Winnfield liegt im mittleren Norden Louisianas am Nordostrand des Kisatchie National Forest und wenige hundert Meter westlich des Dugdemona River, der über den Little River, den Ouachita River und den Red River zum Stromgebiet des Mississippi gehört.
Die geografischen Koordinaten von Winnfield sind 31°55′32″ nördlicher Breite und 92°38′23″ westlicher Länge. Das Stadtgebiet erstreckt sich über eine Fläche von 8,5 km².
Nachbarorte von Winnfield sind Tannehill (9,3 km nördlich), Dodson (18,8 km in der gleichen Richtung), Joyce (4,8 km ostnordöstlich) und Atlanta (17,6 km südwestlich).
Die nächstgelegenen größeren Städte sind Shreveport (154 km nordwestlich), Arkansas’ Hauptstadt Little Rock (349 km nördlich), Mississippis Hauptstadt Jackson (288 km ostnordöstlich), Louisianas Hauptstadt Baton Rouge (281 km südöstlich), Louisianas größte Stadt New Orleans (404 km in der gleichen Richtung), Lafayette (219 km südsüdwestlich), Texas’ größte Stadt Houston (420 km südwestlich) und Dallas (457 km westnordwestlich).

## Verkehr
Im Stadtgebiet von Winnfield treffen die U.S. Highways 84 und 167 sowie der Louisiana Highway 34 zusammen. Alle weiteren Straßen sind untergeordnete Landstraßen, teils unbefestigte Fahrwege sowie innerörtliche Verbindungsstraßen.
Durch das Stadtgebiet von Winnfield verläuft eine Eisenbahnlinie für den Frachtverkehr der Kansas City Southern Railway (KCS).
Mit dem David G Joyce Airport befindet sich 5 km nördlich ein kleiner Flugplatz für die Allgemeine Luftfahrt. Die nächsten Verkehrsflughäfen sind der Alexandria International Airport (91 km südlich) und der Shreveport Regional Airport (171 km nordwestlich).

## Geschichte
Die Gegend war bereits vor über tausend Jahren von Indianern bewohnt. Nach der Einteilung von Louisiana in Parishes wurde ein Ort für den Verwaltungssitz des neuen Winn Parish gesucht. Die Wahl fiel auf die geografische Mitte des neuen Parish, und die Stadt wurde – ebenso wie auch schon das Parish selbst – nach dem aus dem Rapides Parish stammenden gesetzgebenden Politiker Walter Winn benannt. Winnfield wurde bereits in der amerikanischen Volkszählung von 1860 erwähnt, hatte jedoch nur wenige Einwohner und galt als arm und Not leidend. Erst mit der Entwicklung der Holzwirtschaft begann der Ort aufzublühen.
Heute ist Winnfield auch im Tourismus aktiv und bietet Touren in den nahen Kisatchie National Forest an.

## Bevölkerung
Nach der Volkszählung im Jahr 2010 lebten in Winnfield 4840 Menschen in 1909 Haushalten. Die Bevölkerungsdichte betrug 569,4 Einwohner pro Quadratkilometer. In den 1909 Haushalten lebten statistisch je 2,47 Personen.
Ethnisch betrachtet setzte sich die Bevölkerung zusammen aus 45,8 Prozent Weißen, 50,6 Prozent Afroamerikanern, 0,6 Prozent amerikanischen Ureinwohnern, 0,4 Prozent Asiaten sowie 1,1 Prozent aus anderen ethnischen Gruppen; 1,6 Prozent stammten von zwei oder mehr Ethnien ab. Unabhängig von der ethnischen Zugehörigkeit waren 2,6 Prozent der Bevölkerung spanischer oder lateinamerikanischer Abstammung.
28,1 Prozent der Bevölkerung waren unter 18 Jahre alt, 57,7 Prozent waren zwischen 18 und 64 und 14,2 Prozent waren 65 Jahre oder älter. 55,9 Prozent der Bevölkerung waren weiblich.
Im Jahr 2013 lag das mittlere jährliche Einkommen eines Haushalts bei 24.423 USD. Das Pro-Kopf-Einkommen betrug 14.231 USD. 35,1 Prozent der Einwohner lebten unterhalb der Armutsgrenze.

## Bekannte Bewohner
- Huey Pierce Long (1893–1935) – Gouverneur von Louisiana (1928–1932) und demokratischer US-Senator (1932–1935) – geboren und aufgewachsen in Winnfield
- Oscar K. Allen (1882–1936) – Gouverneur von Louisiana (1933–1936) – geboren und aufgewachsen sowie beigesetzt in Winnfield
- George S. Long (1883–1958) – demokratischer Abgeordneter des US-Repräsentantenhauses (1953–1958) – aufgewachsen in Winnfield
- Asa Leonard Allen (1891–1969) – demokratischer Abgeordneter des US-Repräsentantenhauses (1937–1953) – geboren und aufgewachsen sowie beigesetzt in Winnfield
- Earl Long (1895–1960) – Gouverneur von Louisiana (1939–1940, 1948–1952, 1956–1960) – geboren und aufgewachsen sowie beigesetzt in Winnfield
- Gillis William Long (1923–1985) – demokratischer Abgeordneter des US-Repräsentantenhauses (1963–1965, 1973–1985) – geboren und aufgewachsen in Winnfield
- Thomas Rhame (1941–2023) – Generalleutnant der United States Army – geboren in Winnfield

## Galerie

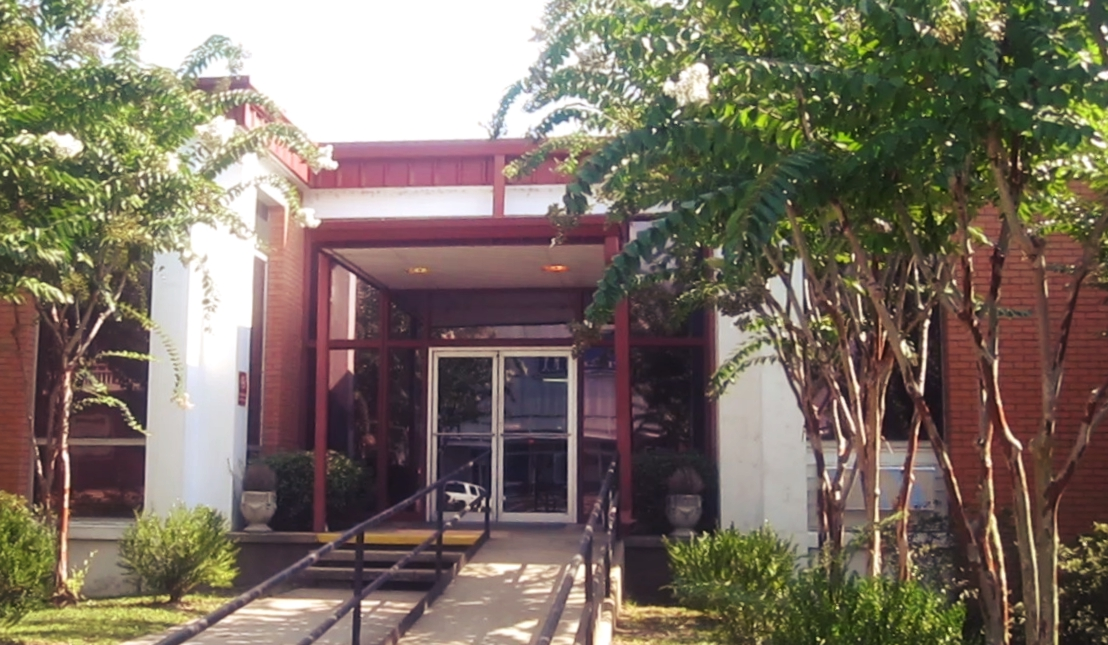
Winn Parish Courthouse
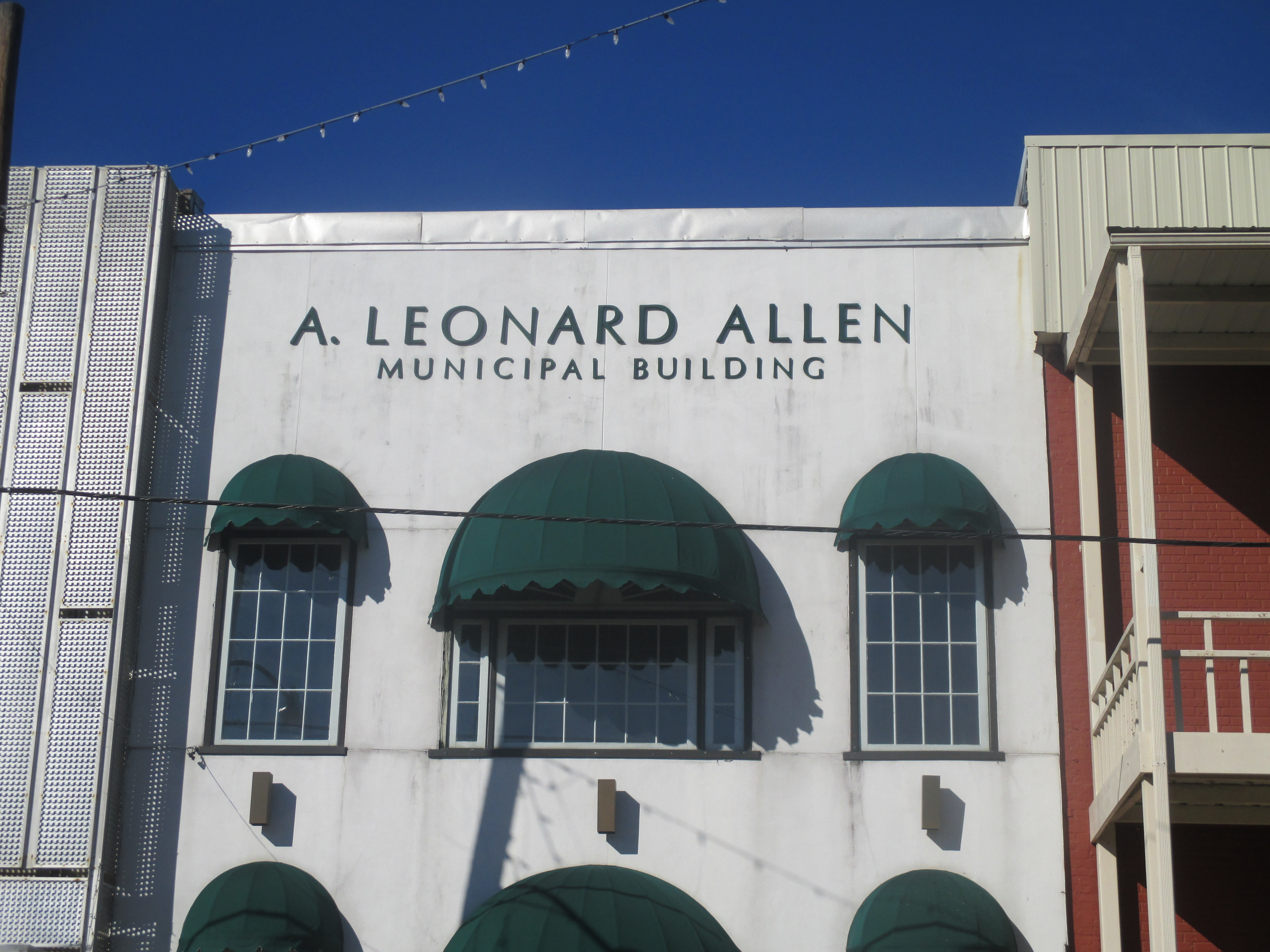
A. Leonard Allen Municipal Building
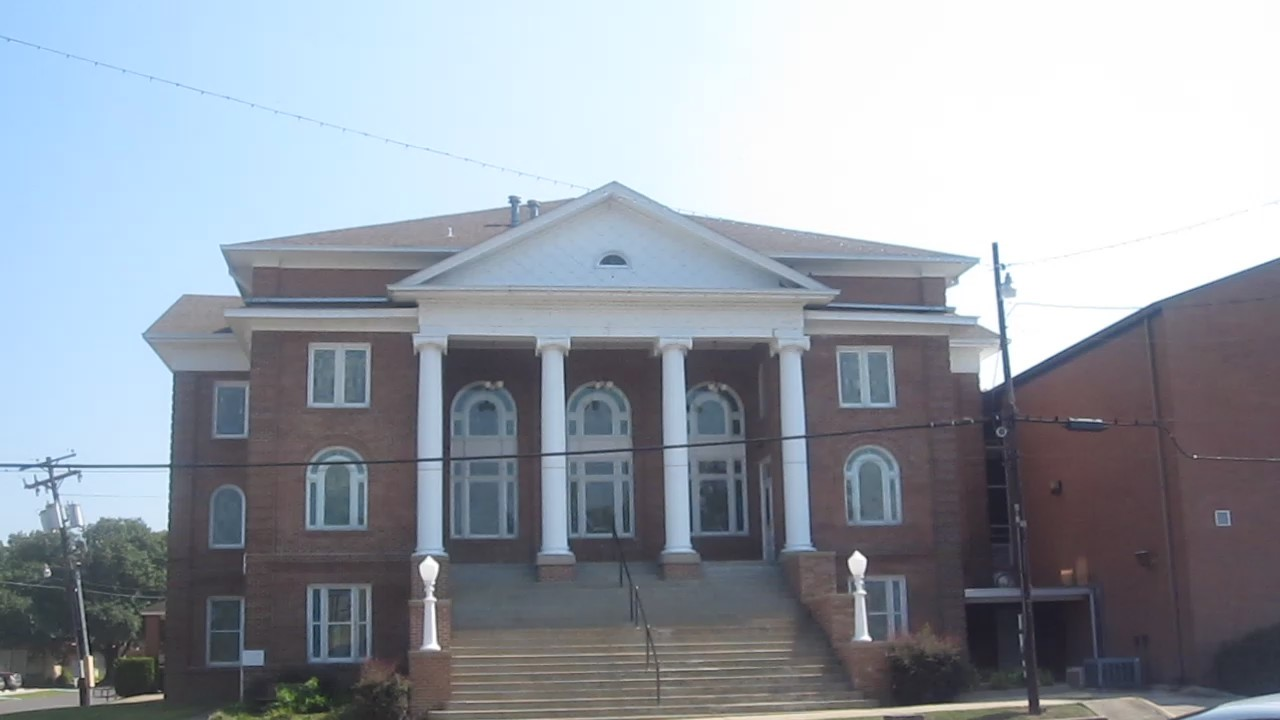
First Baptist Church
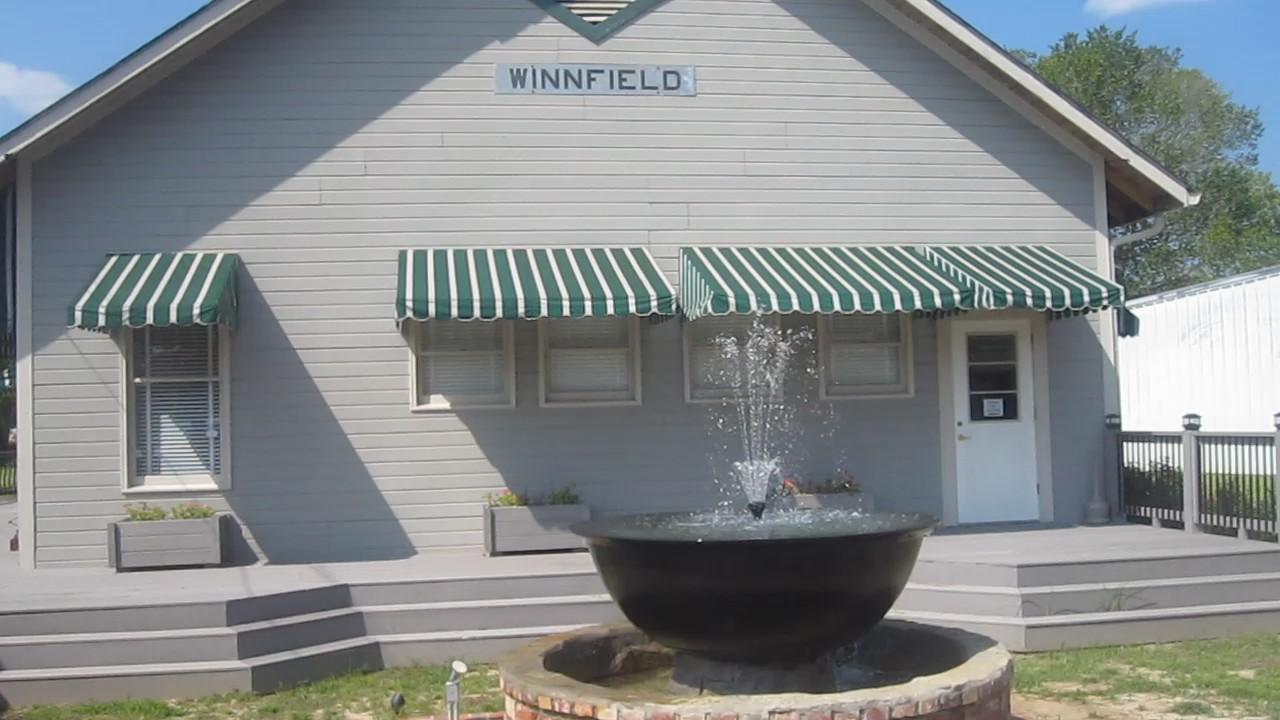
Früherer Bahnhof; heute Louisiana Political Museum and Hall of Fame